# Isartorteatern

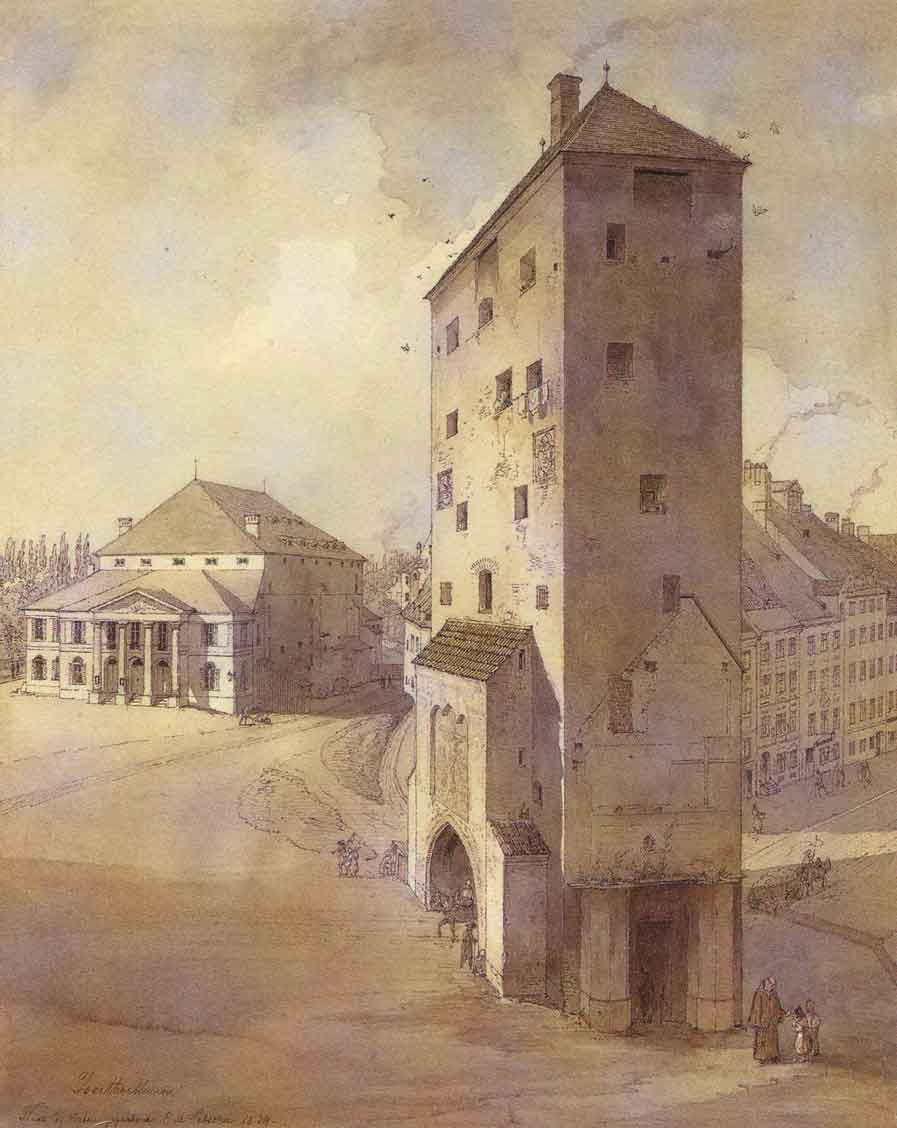
Isartorteatern (till vänster) och Isartor (till höger), målning av Carl August Lebschée, 1829.

Isartorteatern (tyska Isartortheater) var en klassicistisk teaterbyggnad i München. Den uppfördes 1811/12 och förstördes under andra världskriget.
Teaterbyggnaden uppfördes 1811/12 som andra teater för det kungliga bayerska hovet av Emanuel Herigoyen. Här gavs även operaföreställningar under ledning av Peter Joseph von Lindpaintner. Redan 1825 stängdes teatern. Åren 1844–1931 fungerade byggnaden som stadens pantbank. År 1931 blev byggnaden ombyggd till biograf och användes som sådan till 1944, då den förstördes under de allierades flygangrepp. Ruinen revs 1953.